# Heterusia dividata
Heterusia dividata är en fjärilsart som beskrevs av Pieter Cornelius Tobias Snellen 1878. Heterusia dividata ingår i släktet Heterusia och familjen mätare. Inga underarter finns listade i Catalogue of Life.